# 1337
Năm 1337 là một năm bắt đầu từ ngày thứ tư trong lịch Julius.

## Sinh
- Jean Froissart

## Mất
- Angelo da Clareno
- Mansa Musa
- William Frangipani